# NGC 3834
NGC 3834 је спирална галаксија у сазвежђу Лав која се налази на NGC листи објеката дубоког неба.
Деклинација објекта је + 19° 5' 26" а ректасцензија 11h 43m 37,7s. Привидна величина (магнитуда) објекта NGC 3834 износи 14,0 а фотографска магнитуда 14,8. NGC 3834 је још познат и под ознакама MCG 3-30-65, CGCG 97-84, PGC 36443.